# Morti nel 1980/Agosto
| Questa pagina contiene informazioni ricavate automaticamente dalle voci biografiche con l'ausilio del template Bio e di un bot. L'aggiornamento è periodico e automatico e ricostruisce completamente la pagina. Se manca una persona in questa lista, sei pregato di non aggiungerla, ma accertati piuttosto che la sua voce biografica contenga il template Bio e che i dati anagrafici siano correttamente compilati. Se il template Bio manca, inseriscilo tu stesso o, in alternativa, metti l'avviso {{tmp\|Bio}} che ne segnala la mancanza. Se i dati riportati sono sbagliati, correggi direttamente la voce biografica; le modifiche saranno visibili in questa lista entro pochi giorni. Per chiarimenti vedi il progetto biografie. La lista contiene solo le 102 persone che sono citate nell'enciclopedia e per le quali è stato implementato correttamente il template Bio. Pagina aggiornata al 3 mar 2024. |

- 1º agosto - Vincenzo Bianco, politico, antifascista e giornalista italiano (n. 1898)
- 1º agosto - Patrick Depailler, pilota automobilistico francese (n. 1944)
- 1º agosto - Strother Martin, attore statunitense (n. 1919)
- 1º agosto - Michele Genovese, attore e comico italiano (n. 1907)
- 1º agosto - Frode Sørensen, ciclista su strada danese (n. 1912)
- 1º agosto - Clare West, costumista statunitense (n. 1889)
- 2 agosto - Gigi Ballista, attore italiano (n. 1918)
- 2 agosto - Donald Ogden Stewart, scrittore e sceneggiatore statunitense (n. 1894)
- 3 agosto - Dionýz Ilkovič, fisico e chimico slovacco (n. 1907)
- 3 agosto - Augusto Vanarelli, pittore, scultore e designer italiano (n. 1913)
- 4 agosto - Giovanni Bolzoni, allenatore di calcio e calciatore italiano (n. 1905)
- 4 agosto - Willis D. Crittenberger, generale statunitense (n. 1890)
- 4 agosto - Duke Pearson, pianista e compositore statunitense (n. 1932)
- 4 agosto - Vicente de la Mata, calciatore argentino (n. 1918)
- 5 agosto - Pietro Genovesi, calciatore e allenatore di calcio italiano (n. 1902)
- 5 agosto - Andrea Ghetti, presbitero, educatore e attivista italiano (n. 1912)
- 5 agosto - Joachim Hämmerling, biologo danese (n. 1901)
- 5 agosto - José María Puig, pallanuotista spagnolo (n. 1903)
- 5 agosto - Carlo Tamberlani, attore italiano (n. 1899)
- 6 agosto - Gaetano Costa, magistrato italiano (n. 1916)
- 6 agosto - Rodolfo Crespi, attore argentino (n. 1921)
- 6 agosto - Marino Marini, artista, scultore e pittore italiano (n. 1901)
- 7 agosto - Kurt Eimann, militare tedesco (n. 1899)
- 8 agosto - Romano Caneva, pugile italiano (n. 1904)
- 8 agosto - David Mercer, drammaturgo e sceneggiatore britannico (n. 1928)
- 9 agosto - Jacqueline Cochran, aviatrice statunitense (n. 1906)
- 9 agosto - Silvio Finotto, calciatore italiano (n. 1913)
- 9 agosto - Elliott Nugent, regista, attore e sceneggiatore statunitense (n. 1896)
- 10 agosto - Gareth Evans, filosofo inglese (n. 1946)
- 10 agosto - Yahya Khan, generale e politico pakistano (n. 1917)
- 11 agosto - Adele Bonolis, attivista italiana (n. 1909)
- 11 agosto - Ippolito Cortellessa, militare italiano (n. 1930)
- 11 agosto - Pietro Cuzzoli, militare italiano (n. 1949)
- 11 agosto - Willi Forst, regista, attore e cantante austriaco (n. 1903)
- 11 agosto - Mario Ghisalberti, librettista italiano (n. 1902)
- 11 agosto - Nicola Reale, magistrato italiano (n. 1901)
- 12 agosto - Siegfried Borries, violinista e docente tedesco (n. 1912)
- 12 agosto - Nino Dal Fabbro, attore, doppiatore e regista italiano (n. 1923)
- 12 agosto - Patrick Pons, pilota motociclistico francese (n. 1952)
- 13 agosto - Leonas Juozapaitis, calciatore lituano (n. 1901)
- 13 agosto - Vito Lipari, politico italiano (n. 1938)
- 13 agosto - Pietro Piovani, filosofo italiano (n. 1922)
- 14 agosto - Diego Fabbri, drammaturgo, sceneggiatore e saggista italiano (n. 1911)
- 14 agosto - Paolo Farneti, saggista italiano (n. 1936)
- 14 agosto - Chick Hannan, attore statunitense (n. 1901)
- 14 agosto - Paul Snider, fotografo canadese (n. 1951)
- 14 agosto - Dorothy Stratten, modella e attrice canadese (n. 1960)
- 14 agosto - Marion Zinderstein, tennista statunitense (n. 1896)
- 15 agosto - Giovanni Astegiano, biatleta italiano (n. 1940)
- 15 agosto - Saeed Mehdiyoun, militare iraniano (n. 1928)
- 15 agosto - William Hood Simpson, generale statunitense (n. 1888)
- 16 agosto - Antonio D'Auria, politico italiano (n. 1928)
- 16 agosto - Jacques Faucherre, cestista francese (n. 1920)
- 16 agosto - Antonio Fayenz, calciatore italiano (n. 1899)
- 16 agosto - Sebastiano Fulci, politico italiano (n. 1901)
- 16 agosto - Jean Touzet du Vigier, generale francese (n. 1888)
- 17 agosto - Gwen Bristow, attrice, sceneggiatrice e giornalista statunitense (n. 1903)
- 18 agosto - Immirù Hailé Selassié, militare e diplomatico etiope (n. 1892)
- 18 agosto - Harold Kitching, canottiere britannico (n. 1885)
- 18 agosto - Domingos Monteiro, avvocato, poeta e scrittore portoghese (n. 1903)
- 19 agosto - Ēriks Bēze, calciatore lettone (n. 1910)
- 19 agosto - Otto Frank, dirigente d'azienda tedesco (n. 1889)
- 19 agosto - Sadi Gülçelik, cestista turco (n. 1929)
- 20 agosto - Celestina Bottego, religiosa statunitense (n. 1895)
- 20 agosto - Joe Dassin, cantante e compositore statunitense (n. 1938)
- 20 agosto - Wolfgang Gröbner, matematico austriaco (n. 1899)
- 21 agosto - Jennifer Nicks, pattinatrice artistica su ghiaccio britannica (n. 1932)
- 21 agosto - Gilbert Warrenton, direttore della fotografia statunitense (n. 1894)
- 22 agosto - Gabriel González Videla, politico cileno (n. 1898)
- 22 agosto - James Smith McDonnell, aviatore statunitense (n. 1899)
- 22 agosto - Cosmé McMoon, pianista messicano (n. 1901)
- 22 agosto - Alfred Neubauer, dirigente sportivo austriaco (n. 1891)
- 22 agosto - Kishore Sahu, regista, sceneggiatore e produttore cinematografico indiano (n. 1915)
- 22 agosto - Ruth Stout, scrittrice statunitense (n. 1884)
- 22 agosto - Umberto Tommasini, anarchico italiano (n. 1896)
- 23 agosto - Antonio Cassi Ramelli, architetto italiano (n. 1905)
- 23 agosto - Cosimo Di Ceglie, chitarrista e polistrumentista italiano (n. 1913)
- 23 agosto - Gerhard Hanappi, calciatore e architetto austriaco (n. 1929)
- 24 agosto - Enzo Evangelisti, glottologo italiano (n. 1920)
- 24 agosto - Yootha Joyce, attrice britannica (n. 1927)
- 24 agosto - Herbert Panse, calciatore tedesco (n. 1914)
- 24 agosto - André Parrot, archeologo francese (n. 1901)
- 24 agosto - Friedrich Schürr, linguista austriaco (n. 1888)
- 25 agosto - Gower Champion, ballerino, coreografo e attore statunitense (n. 1919)
- 26 agosto - Rosa Albach-Retty, attrice austriaca (n. 1874)
- 26 agosto - Tex Avery, regista, animatore e doppiatore statunitense (n. 1908)
- 26 agosto - Jimmy Forrest, sassofonista statunitense (n. 1920)
- 26 agosto - Miliza Korjus, soprano e attrice estone (n. 1909)
- 26 agosto - Victor Lebow, dirigente d'azienda, saggista e attivista statunitense (n. 1902)
- 26 agosto - Lucy Morton, nuotatrice britannica (n. 1898)
- 27 agosto - Mario Angiolini, calciatore italiano (n. 1911)
- 27 agosto - Douglas Kenney, scrittore, sceneggiatore e produttore cinematografico statunitense (n. 1946)
- 28 agosto - Carmelo Iannì, imprenditore italiano (n. 1934)
- 28 agosto - Boris Tišin, pugile sovietico (n. 1929)
- 29 agosto - Franco Basaglia, psichiatra e neurologo italiano (n. 1924)
- 30 agosto - Wanda Capodaglio, attrice italiana (n. 1889)
- 30 agosto - Franco Enriquez, regista teatrale e regista televisivo italiano (n. 1927)
- 30 agosto - Firmino Palmieri, fotografo italiano (n. 1939)
- 31 agosto - Dahmane El Harrachi, musicista algerino (n. 1926)
- 31 agosto - Tom Godwin, autore di fantascienza statunitense (n. 1915)
- 31 agosto - Enrique Pardo, dirigente sportivo argentino
- 31 agosto - Giovanni Battista Stucchi, partigiano, politico e avvocato italiano (n. 1899)